# Andreea Runceanu
Andreea Runceanu (n. 20 iunie 1980, București, România) este o violonistă română, cunoscută ca membru fondator al trupei Amadeus.

## Biografie
Provine dintr-o familie de muzicieni, verișoară primară a regretatei cântărețe Mihaela Runceanu, soră a compozitorului Xenti Runceanu și fiică a Georgetei Runceanu, profesoară de vioară și pian.

## Studii muzicale
A început studiul viorii la vârsta de 7 ani, a urmat cursurile Școlii de muzică din Buzău, apoi de la 12 ani cursurile Liceului de muzică George Enescu din București. În liceu a susținut turnee în Europa alături de Orchestra de tineret Lyceum Strings și s-a evidențiat cu premiul întâi la Olimpiada Națională de Teorie Muzicală. Între anii 1999-2001 a urmat cursurile Universității Naționale de Muzică din București la Facultatea de Interpretare Muzicală, secția Vioară.

## Amadeus
În anul 2000 înființează trupa Amadeus, la ideea compozitorului Adrian Ordean, alături de alte trei instrumentiste.
Cu Amadeus crează 6 albume de muzică, videoclipuri cu vizualizări însumate de aproape 200 de milioane, și participă la turnee în peste 40 de țări din Europa, Asia, Africa, America de Sud și Statele Unite ale Americii. Din 2019 obține titlul de Yamaha Music Artist. In 2020 lansează cel de-al șaselea album cu muzică originală, compusă de Xenti Runceanu, Joy, album prin care se implică împotriva violenței domestice.  In 2022 au avut primul concert in SUA iar in 2023 s-au reîntors pentru încă trei concerte, toate sold out

## Proiecte solo
Între anii 2007-2017 participă la concerte, în duet cu fratele ei, Xenti Runceanu, în calitate de artist invitat al trupei Călin Geambașu.
În anul 2020 a lansat o serie de 14 videoclipuri filmate în natură, unele dintre ele devenite virale pe rețelele de socializare.

## Discografie
- Amadeus - Continental (2002)
- Amadeus - Meridian (2003)
- Amadeus - Freedom (2004)
- Amadeus - The Island (2007)
- Amadeus - 24 Ore (2009)
- Amadeus - Joy (2020)